# آنندیل (نیوجرسی)
آنندیل (به انگلیسی: Annandale) یک منطقهٔ مسکونی در ایالات متحده آمریکا است که در کلینتون، نیوجرسی واقع شده‌است. آنندیل ۳٫۷۶۰ کیلومتر مربع مساحت و ۱٬۶۹۵ نفر جمعیت دارد و ۱۲۹ متر بالاتر از سطح دریا واقع شده‌است.